# We Are the Champions: Final Live in Japan
We Are The Champions: Final Live in Japan is een concertregistratie van de Engelse rockgroep Queen in het Yoyogi Nationaal Stadion in Tokio op 11 mei 1985. Het concert was onderdeel van het Japanse deel van de tournee rond The Works.
Na dit "laatste concert in Japan" heeft Queen nog driemaal opgetreden in Japan, op 13 en 15 mei van datzelfde jaar in respectievelijk Nagoya en Osaka, en op 28 april 2005 met Paul Rodgers.
De dvd heeft een speelduur van 90 minuten. De gitaarsolo van Brian May en het nummer Dragon Attack (The Game) zijn echter weggelaten.
De opname werd aanvankelijk alleen in Japan uitgebracht (als video), in 2004 volgde de dvd-uitgave. In 2007 werd er een andere dvd uitgegeven door Masterplan met dezelfde show.

## Tracklist
1. Tear It Up
2. Tie Your Mother Down
3. Under Pressure
4. Somebody to Love
5. Killer Queen
6. Seven Seas of Rhye
7. Keep Yourself Alive
8. Liar
9. It's a Hard Life
10. Now I'm Here
11. Is This The World We Created...?
12. Love of My Life
13. Another One Bites the Dust
14. Hammer to Fall
15. Crazy Little Thing Called Love
16. Bohemian Rhapsody
17. Radio Ga Ga

Toegift:
1. I Want to Break Free
2. Jailhouse Rock (origineel van Elvis Presley)
3. We Will Rock You
4. We Are the Champions
5. God Save the Queen